# 红彦站
红彦站是位于内蒙古自治区呼伦贝尔市莫力达瓦达斡尔族自治旗红彦镇的一个铁路车站，邮政编码162893。车站建于1966年，有富西铁路经过该站，现办理客货运业务，车站及其上下行区间均未电气化。车站距离富裕站227公里，隶属哈尔滨铁路局，是四等站。
1. ↑  铁道部电子计算技术中心, 铁道部运输局. . 北京: 中国铁道出版社. 1998: 146. ISBN 9787113030995.